# Michael McGlynn
Michael McGlynn, född 11 maj 1964 i Dublin, är en irländsk kompositör och musikproducent. År 1987 grundade han gruppen Anúna. 
Exempel på McGlynn's originalverk:

- Invocation (för kör)
- Four Tenebrae Responsories (för kör)
- Sensation (för kör och harpa)
- Celtic Mass (för kör, harpa och violin)
- Silver River (för kör, klarinett och stränginstrument)
- Four Poems on texts by Rimbaud (för sopran och piano)
- Wind on Sea (för kör och violin)
- Quis est Deus (för kör)
- O Ignis Spiritus (för kör)
- Agnus Dei (för kör)
- Behind the Closed Eye (för kör)
- Visions (för sopran, saxofon och piano)
- O Maria (för kör)
- Brezairola (för kör)
- Dúlamán (för kör)
- The Sea (för kör och flöjt)
- Lux Aeterna / The Road of Passage (för kör)
- The Rising of the Sun (för kör)
- Geantraí (för kör)
- Pie Jesu (för kör)
- Maid in the Moor (för kör)
- Cúnnla (för kör)
- Dormi Jesu (för kör)
- My Songs Shall Rise (för kör)
- When the War is Over (för kör)
- Victimae (för kör)